# 黒崎昭二のシャンソンをあなたに
『黒崎昭二のシャンソンをあなたに』（くろさきしょうじのしゃんそんをあなたに）は、1985年のエフエム秋田開局当時から2011年9月まで放送されていたシャンソン番組であった。
放送時間は土曜の19:00 - 19:55。パーソナリティは黒崎昭二。

## 番組概要
エフエム秋田開局当時より放送されていた日本のFM放送で唯一のシャンソン番組であった。
開局当時からしばらくは土曜12:30からの約30分番組であったが、その後放送時間が夜に移動。長らく続いて来た長寿番組であったが2011年8月から放送休止となり、同年9月24日（土）20:00 - 20:55に放送された特別番組『黒崎昭二のシャンソンをあなたに～ファン～』を以って正式に終了した。
秋田のシャンソンファンに定評のある番組であった。

## 番組内容
様々なシャンソンの曲をお送りするものであった。
シャンソン歌手の特集などがあり特に『日本とフランスのシャンソン歌手の競演』特集は定期的に放送され日本とフランスのシャンソン歌手の楽曲を流す企画であった。
また、黒崎がシャンソンの楽曲のDATなどの持ち込み音源が放送される事もあった。